# Шихалиев, Талят Агалар оглы
Таля́т Агала́р оглы́ Шихали́ев (1 января 1928, Дыгя, Азербайджанская ССР — 1 июля 1987, Баку) — советский художник, заслуженный художник Азербайджанской ССР.

## Биография
Родился 1 января 1928 года в деревне Дыгя. Жил и работал в Баку. 
В конце 1940-х годов учился в Бакинском художественном училище, в 1952—1958 годах — в Киевском художественном институте.
Уделял много времени портретам, тематическим картинам. В ранних работах заметен творческий поиск собственного стиля, менявшегося от кубизма в «Девочке с Зеркалом» (1968) до почти кубистского пространства в «Девичьей башне» (1971).
В 1972 году у Шихалиева выработался собственный стиль, выразившийся в преобладании золотисто-жёлтой гаммы цветов и энергичных мазках кисти по полотну. Этот стиль ярко выражен в картинах «Отгадай кто?» (1976), «Спящая дочь» (1978), «Материнство» (1976).
С 1962 года Шихалиев принимал регулярное участие в выставках. Уровень выставок колебался от региональных до общесоюзных и зарубежных.
В 1976 году состоялась первая персональная выставка в салоне имени Ваджии Самедовой. В 1980 году персональная выставка прошла уже на общесоюзном уровне — в Центральном доме художников Союза художников СССР, а в 1982 году Шихалиеву было присвоено звание «Заслуженный художник Азербайджанской ССР».
Произведения Талята Шихалиева хранятся в Азербайджанском государственном музее искусств им. Р.Мустафаева, в России (Третьяковская галерея, Саратовский государственный художественный музей имени А. Н. Радищева), в частных коллекциях по всему миру — в США, странах Европы, Ближнего Востока и Азии.
Шихалиев Талят Агалар оглы скончался 1 июля 1987 года в Баку.

## Оценки творчества
По мнению сотрудников Саратовского государственного художественного музея имени А. Н. Радищева Слухаевой Е. В. и Воронихиной И. В., творчество Шихалиева целиком лежит в плоскости национальной живописной школы Азербайджана. При этом Талят Шихалиев не только превосходный колорист, но и серьезный портретист-психолог.

## Память
В мае 2000 года в галерее искусств, расположенной на 4-м этаже Музейного центра Министерства культуры Азербайджанской республики прошла выставка «Памяти художника» («Итхаф»), проведенная совместно с Союзом Художников Азербайджана. Эта выставка была посвящена ушедшим из жизни художникам: Муслиму Аббасову, Тофику Джавадову, Аловсату Алиеву, Санану Курбанову, Таляту Шихалиеву.
С 20 марта по 30 апреля 2001 года в Саратовском государственном художественном музее имени А. Н. Радищева прошла выставка «Художники Азербайджана на Волге», организованная музеем совместно с Саратовской региональной общественной организацией «Азербайджанское общество "ВАТАН"». В данной выставке принимала участие одна из работ Шихалиева.
В октябре 2014 года в Баку в национальном музее искусств Азербайджана прошла персональная выставка Шихалиева, посвященная его 85-летию.
В 2020 году Азербайджанская государственная картинная галерея провела онлайн-выставку работ Шихалиева на своих страницах в социальных сетях Facebook и Instagramm. Причиной проведения выставки в онлайн-формате стал запрет массовых мероприятий с целью предотвращения распространения коронавирусной инфекции.

## Комментарии
1. ↑  Ныне — Дигях[азерб.] в Масаллинском районе Азербайджана[2].